# Castillo Oheka
Oheka Castle, también conocido como Otto Kahn Estate, es un hotel ubicado en la costa norte de Long Island, en West Hills, Nueva York, también conocida como la Costa Dorada, una aldea en la ciudad de Huntington. Fue la casa de campo del financiero de inversiones y filántropo Otto Hermann Kahn y su familia. El nombre Oheka es un acrónimo de cada parte del nombre de su creador, Otto Hermann Kahn, que Kahn también usó para nombrar su yate Oheka II y su villa Oheka frente al mar en Palm Beach, Florida. La mansión, construida por Kahn entre 1914 y 1919, es la casa privada más grande de Nueva York y la segunda más grande de los Estados Unidos, con 127 habitaciones y más de 109 000 ft² (10 126,4 m²), como se configuró originalmente.
En 2004 se incluyó en el Registro Nacional de Lugares Históricos. Forma parte de Historic Hotels of America, el programa oficial de National Trust for Historic Preservation.

## Historia

### Historia temprana
Kahn lo construyó en respuesta a que a los judíos se les prohibió la entrada a clubes y campos de golf en Morristown, Nueva Jersey y porque en 1905, una casa de campo anterior de Kahn, Cedar Court, fue prácticamente destruida por un incendio. Estaba decidido a construir un edificio a prueba de incendios, por lo que hizo que sus arquitectos, Delano y Aldrich, lo diseñaran en acero y hormigón, convirtiéndolo en uno de los primeros edificios residenciales totalmente a prueba de incendios. Se dedicaron dos años a construir una colina artificial sobre la cual ubicar la casa, dándole vistas de Cold Spring Hills y Cold Spring Harbor.
Varios años después de la muerte de Kahn en 1934, se vendió. Después de la venta, se usó para varios propósitos, incluso como lugar de retiro para los trabajadores de saneamiento de la ciudad de Nueva York. En 1948, la Academia Militar del Este compró el castillo y 23 acre (9,3 ha) de su propiedad, demolió los jardines y subdividió las habitaciones. La escuela ocupó la casa hasta que cerró en 1979. Durante los siguientes cuatro años, el edificio permaneció vacío, tiempo durante el cual ocurrieron más de 100 intentos de incendio documentados, todos los cuales sobrevivieron al edificio, lo que demuestra el éxito de Kahn en la construcción de un edificio a prueba de incendios. En 1946, el campo de golf y los establos se convirtieron en parte del Cold Spring Country Club,

### Restauración
En 1984, Gary Melius, un desarrollador de Long Island lo compró. Melius emprendió el proyecto de renovación residencial privado más grande de los Estados Unidos para restaurar la casa, que estaba en un estado de deterioro casi total, y recrear los jardines a partir de los planos originales de Olmsted. En 1988, incapaz de seguir financiando el enorme proyecto, Melius vendió la propiedad a Hideki Yokoi por 22,5 millones de dólares. Diez años más tarde, tras una demanda, el edificio pasó a manos de una de las hijas de Yokoi y su marido. No pudieron mantener la propiedad por sí mismos, por lo que Melius la volvió a adquirir bajo un contrato de arrendamiento a largo plazo y luego volvió a comprar la propiedad, operándola como lugar para bodas y eventos, hotel de lujo y centro de conferencias.

### Trivialidades
Las celebridades que se han casado allí incluyen a Curtis Martin, Kevin Jonas, Megyn Kelly, Joey Fatone, Brian McKnight, el excongresista estadounidense Anthony Weiner, y el comediante Yannis Pappas.
El 24 de febrero de 2014, Melius sobrevivió a un disparo en la cabeza de un pistolero enmascarado en el estacionamiento del castillo.

## En la cultura popular
- Sirvió como inspiración parcial para la herencia de Gatsby en El gran Gatsby de F. Scott Fitzgerald.[15]
- En Dream World, su colección de canciones, poemas e historias, el compositor y musicólogo Roger Lee Hall escribió sobre sus años de asistencia a la Academia Militar del Este en el castillo de Oheka en la década de 1950.[16]
- En la película Citizen Kane de 1941, se utilizaron fotografías de Oheka para retratar al ficticio Xanadu.[17][18]
- Apareció en "Mega Mansions" de Travel Channel, que también se transmite en Netflix. La premisa del programa era brindar a los espectadores un "pase de acceso total dentro de las Mega Mansiones más enormes, opulentas y avanzadas de Estados Unidos".[19]
- Apareció en " For You " de Liam Payne y Rita Ora, escrita para la banda sonora de la película Fifty Shades Freed.[20]
- Se utilizó como escenario para la reunión de la temporada 12 de Real Housewives of New York City, la primera reunión en persona de Real Housewives filmada en medio de la pandemia de COVID-19 en los Estados Unidos.[21]
- Apareció en el video musical de la canción de 2020 Pa' Ti + Lonely de Jennifer Lopez y Maluma.[22]